# モンテマッジョーレ・アル・メタウロ
モンテマッジョーレ・アル・メタウロ（イタリア語: Montemaggiore al Metauro）は、イタリア共和国マルケ州ペーザロ・エ・ウルビーノ県コッリ・アル・メタウロに属する分離集落（フラツィオーネ）。
かつては独立したコムーネであったが、2017年1月1日にサルターラ、セッルンガリーナと合併して新自治体の一部となった。

## 地理

### 位置・広がり
ペーザロから南へ20km、ウルビーノから東へ25kmの距離にある。

#### 隣接コムーネ
コムーネとしてのモンテマッジョーレ・アル・メタウロは、以下のコムーネと隣接していた。
- カルトチェート
- モンダーヴィオ
- オルチャーノ・ディ・ペーザロ
- ピアッジェ
- サルターラ
- セッルンガリーナ